# Sublegatus arenarum
El mosquero matorralero norteño (Sublegatus arenarum), también denominado atrapamoscas de arenales o de arbustos (en Venezuela), atrapamoscas rastrojero (en Colombia), mosquero gorgigrís (en Costa Rica o tiranolete de breñas norteño (en Panamá)  es una especie de ave paseriforme de la familia Tyrannidae una de las tres pertenecientes al género Sublegatus. Es nativo del sureste de América Central, de las islas de Sotavento en las Antillas y del norte de América del Sur.

## Distribución y hábitat
Se distribuye en la pendiente del Pacífico de Costa Rica y Panamá; desde el noreste y este de Colombia hacie el este por la mitad norte de Venezuela (incluyendo islas del Caribe venezolano aledañas) y litoral norte de Guyana, Surinam y Guayana Francesa; y también en Trinidad y Tobago, Aruba, Bonaire y Curaçao.
Esta especie es considerada poco común en sus hábitats naturales: los matorrales áridos, sabanas, bosques caducifolios ligeros y manglares, hasta los 500 m de altitud.

## Descripción
En promedio mide 14 cm de longitud y pesa entre 10,5 y 15 g. Las partes superiores son de color marrón grisáceo. Las alas son fuscas con barras alares color ante grisáceo opaco. La línea supraloreal es indistinta. La garganta y el pecho son gris claro que pasa a amarillo opaco pálido en el vientre y la región infracaudal. El pico es negro, con la base de la mandíbula color carne. Las patas son fuscas.

## Comportamiento
Es un discreto y callado atrapamoscas que permanece erecto en una percha cubierta o cerca de una cobertura.

### Alimentación
Se alimenta de insectos, que encuentra entre la vegetación o atrapa al vuelo. Adicionalmente come frutos.

### Reproducción
Construye con raicillas, zarcillos, raquis de hojas y telarañas, un nido en forma de taza poco profunda, agarrada por el borde a una horqueta o montada sobre el eje de una hoja. Se localiza en un árbol, a una altura del suelo de 6 a 10 m. La hembra pone dos huevos blancos, con manchas castaño a lila.

### Vocalización
Da un llamado lastimero suave «pii», a menudo doblado.

## Sistemática

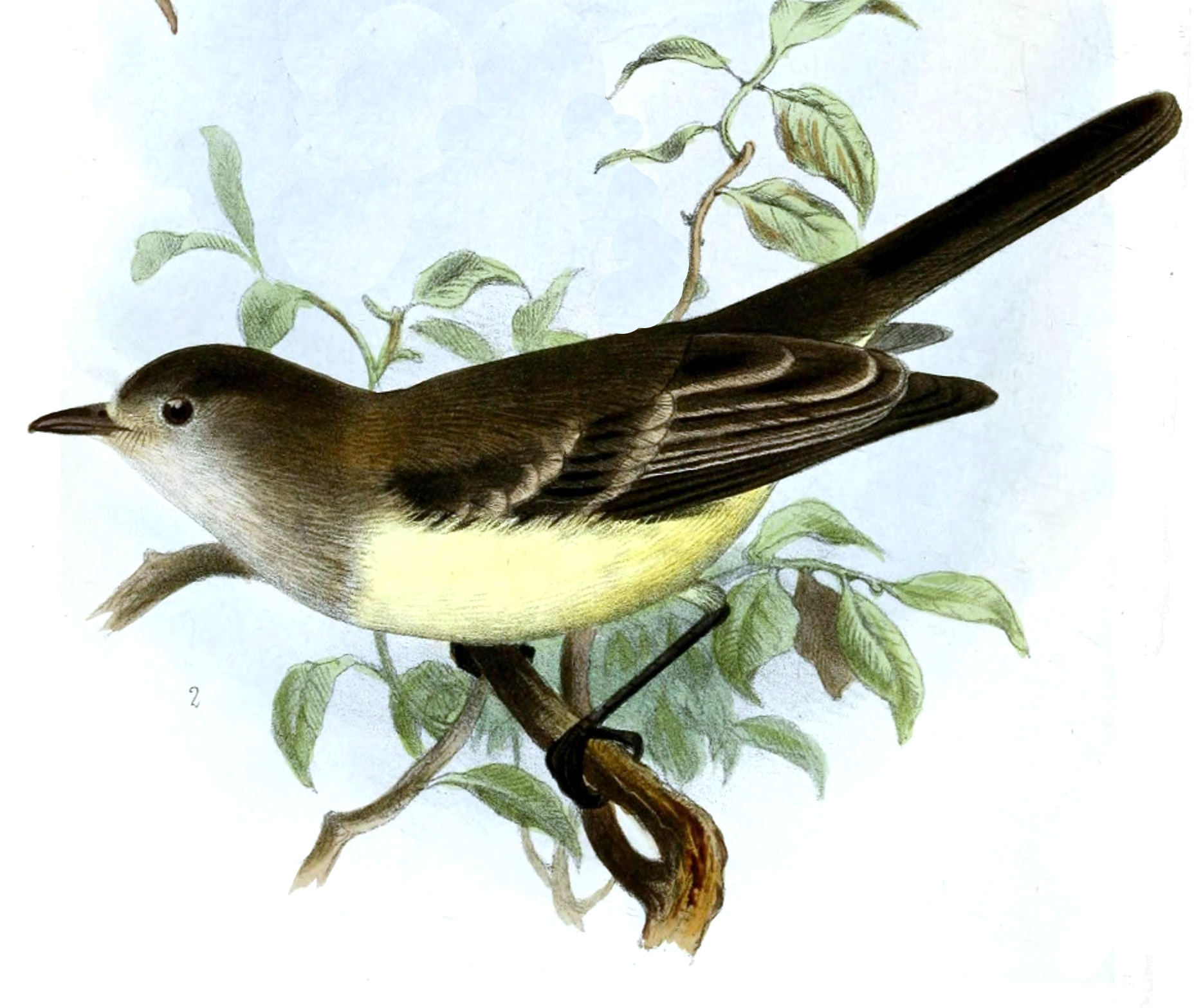
Sublegatus glaber = Sublegatus arenarum glaber, ilustración de Wolf en Proceedings of the Zoological Society of London, 1868.

### Descripción original
La especie S. arenarum fue descrita por primera vez por el zoólogo británico Osbert Salvin en 1863 bajo el nombre científico Elaïnea arenarum; su localidad tipo es: «Punta Arenas, Costa Rica.».

### Etimología
El nombre genérico masculino «Sublegatus» es una combinación de la palabra del latín «sub» que significa ‘cercano’, y del género «Legatus»; o sea «que se parece a un Legatus»; y el nombre de la especie «arenarum», se refiere a la localidad tipo: Punta Arenas.

### Taxonomía
Las actuales tres especies del género Sublegatus ya fueron consideradas conespecíficas, pero fueron separadas con base en diferencias morfológicas y de vocalización. La subespecie nominal (tal vez junto con atrirostris) podría ser mejor tratada como una especie separada de las otras subespecies. La subespecie tortugensis es dudosamente distinta de pallens.

### Subespecies
Según las clasificaciones del Congreso Ornitológico Internacional (IOC) y Clements Checklist/eBird se reconocen seis subespecies, con su correspondiente distribución geográfica:
- Sublegatus arenarum arenarum (Salvin), 1863 – pendiente del Pacífico de Costa Rica (golfo de Nicoya, golfo Dulce) y Panamá (oeste de Darién, isla Coiba, isla Pearl).
- Sublegatus arenarum atrirostris (Lawrence), 1871 – norte de Colombia (Sucre y Bolívar hasta La Guajira).
- Sublegatus arenarum glaber P.L. Sclater & Salvin, 1868 – costa norte de Venezuela (incluyendo la islas Margarita y Patos), Trinidad (incluyendo las islas de Chacachacare y Monos) y el litoral norte de Las Guayanas.
- Sublegatus arenarum pallens J.T. Zimmer, 1941 – islas de Sotavento (Aruba, Curaçao, Bonaire).
- Sublegatus arenarum tortugensis Phelps Sr & Phelps Jr, 1946 – isla La Tortuga, litoral de Venezuela.
- Sublegatus arenarum orinocensis J.T. Zimmer, 1941 – valle del Orinoco central en el este de Colombia (este de Meta hasta Arauca y Vichada) y centro de Venezuela (Apure al este hasta el norte de Bolívar).